# Ponerorchis
Ponerorchis es un género de orquídeas perteneciente a la subfamilia Orchidoideae dentro de la familia Orchidaceae. Tiene 20 especies.
Es un pequeño género de Asia de orquídeas terrestres tuberosas.
Se pueden encontrar en los prados y bosques perennes en climas templados, las regiones montañosas desde Himalaya a Siberia y Japón. Están estrechamente relacionadas con el género Orchis a la que, en el pasado, se cree que pertenecían. El género se distingue de Orchis por tener en la columna dos receptáculos con las polinias, en lugar de uno. La especie, endémica de Japón, también se sabe que crece como epífita.
En el comercio hortofrutícola este género se abrevia como PNR. 

## Especies dePonerorchis
A continuación se brinda un listado de las especies del género Ponerorchis aceptadas hasta mayo de 2011, ordenadas alfabéticamente. Para cada una se indica el nombre binomial seguido del autor, abreviado según las convenciones y usos y la publicación válida.
- Ponerorchis brevicalcarata (Finet) Soó, Acta Bot. Acad. Sci. Hung. 12: 353 (1966)
- Ponerorchis chidorii (Makino) Ohwi, Acta Phytotax. Geobot. 5: 145 (1936)
- Ponerorchis chrysea (W.W.Sm.) Soó, Acta Bot. Acad. Sci. Hung. 12: 353 (1966)
- Ponerorchis chusua (D.Don) Soó, Acta Bot. Acad. Sci. Hung. 12: 352 (1966)
- Ponerorchis crenulata Soó, Acta Bot. Acad. Sci. Hung. 12: 353 (1966)
- Ponerorchis curtipes (Ohwi) J.M.H.Shaw, Orchid Rev. 111(1253): 78 (2003)
- Ponerorchis exilis (Ames & Schltr.) S.C.Chen, P.J.Cribb & S.W.Gale, in Fl. China 25: 97 (2009)
- Ponerorchis graminifolia Rchb.f., Linnaea 25: 228 (1852)
- Ponerorchis joo-iokiana' (Makino) Soó, Acta Bot. Acad. Sci. Hung. 12: 352 (1966)
- Ponerorchis kiraishiensis (Hayata) Ohwi, Acta Phytotax. Geobot. 5: 146 (1936)
- Ponerorchis kurokamiana (Hatus. & Ohwi) J.M.H.Shaw, Orchid Rev. 111: 78 (2003)
- Ponerorchis limprichtii (Schltr.) Soó, Acta Bot. Acad. Sci. Hung. 12: 353 (1966)
- Ponerorchis omeishanica (Tang, F.T.Wang & K.Y.Lang) S.C.Chen, P.J.Cribb & S.W.Gale, in Fl. China 25: 96 (2009)
- Ponerorchis puberula (King & Pantl.) Verm., Jahresber. Naturwiss. Vereins Wuppertal 25: 30 (1972)
- Ponerorchis pugeensis (K.Y.Lang) S.C.Chen, P.J.Cribb & S.W.Gale, in Fl. China 25: 96 (2009)
- Ponerorchis renzii Deva & H.B.Naithani, Orchid Fl. N.W. Himalaya: 199 (1986)
- Ponerorchis sichuanica (K.Y.Lang) S.C.Chen, P.J.Cribb & S.W.Gale, in Fl. China 25: 96 (2009)
- Ponerorchis taiwanensis (Fukuy.) Ohwi, Acta Phytotax. Geobot. 5: 146 (1936)
- Ponerorchis takasago-montana  (Masam.) Ohwi, Acta Phytotax. Geobot. 5: 146 (1936)
- Ponerorchis tominagae (Hayata) H.J.Su & J.J.Chen, in Fl. Taiwan, ed. 2, 5: 1029 (2000)